# NGC 1942
NGC 1942 is een open sterrenhoop in het sterrenbeeld Goudvis. Het hemelobject werd op 30 november 1834 ontdekt door de Britse astronoom John Herschel.

## Synoniemen
- ESO 85-SC81